# Collège Montmorency
Pour les articles homonymes, voir Montmorency.
 (juillet 2021).
Le Collège Montmorency est un collège d'enseignement général et professionnel situé à Laval, au Québec.
Fondé le 5 novembre 1969, il compte environ 1500 employés, quelque 9 000 étudiants à l'enseignement régulier et 850 élèves inscrits dans des programmes crédités OU à la formation continue. Il est le premier cégep francophone en importance au Québec, après le Collège Ahuntsic. Il est le seul cégep publique dans la ville de Laval. La station de métro Montmorency se situe à proximité. Le collège Montmorency est le seul cégep public à offrir les Techniques de muséologie, Technique d'orthèse et de prothèses orthopédiques et la Technique de sécurité incendie.
Ce collège est nommé en l'honneur de François de Montmorency-Laval, premier évêque de Québec.
Les 500 premiers étudiants du cégep ont été accueillis en 1973. Cependant, les cours étaient donnés dans les locaux de l'école secondaire Saint-Maxime, et ce, jusqu'en 1976, l'année où l'établissement actuel a été inauguré.
La salle André-Mathieu est en partenariat avec le collège Montmorency puisqu'ils se trouvent à la même adresse.

## Programmes

### Pré-universitaires
- Arts et lettres
  - (500.25) Cinéma
  - (500.00) Communication
  - (500.55) Langues, cultures et traduction
  - (500.45) Littérature
- (510.A0) Arts plastiques
- (506.A0) Danse
- Sciences humaines
  - (300.32) Gestion des organisations
  - (300.33) Regards sur l'individu
  - (300.35) Monde et sociétés:  les grands défis, sans mathématiques
  - (300.35) Monde et sociétés:  les grands défis, avec mathématiques
- Sciences de la nature
  - (200.20) Sciences biologiques et de la santé
  - (200.21) Sciences pures et appliquées
- Grilles combinées
  - (200.12) Sciences de la nature et sciences humaines
  - (200.13) Sciences de la nature et arts plastiques
  - (200.15) Sciences de la nature et danse
  - (300.13) Sciences humaines et arts plastiques
  - (300.15) Sciences humaines et danse

### Techniques
- (221.A0) Technologie de l'architecture
- (412.AB) Techniques de bureautique:  Micro-édition et hypermédia
- (410.B0) Techniques de comptabilité et de gestion
- (410.C0) Conseil en assurances et en services financiers
- (120.01) Techniques de diététique
- (322.A0) Techniques d'éducation à l'enfance
- (243.BB) Technologie de l'électronique:  Ordinateurs et réseaux
- (243.C0) Technologie de l'électronique industrielle
- (221.D0) Tech. de l'estimation et de l'évaluation en bâtiment
- (221.B0) Technologie du génie civil
- (430.B0) Gestion d'un établissement de restauration
- (410.D0) Gestion de commerces
- Techniques de l'informatique
  - (420.AA) Informatique de gestion
  - (420.AC) Gestion de réseaux informatiques
- (570.B0) Techniques de muséologie
- (144.B0) Techniques d'orthèses et de prothèses orthopédiques
- (153.C0) Paysage et commercialisation en horticulture ornementale
- (144.A0) Techniques de réadaptation physique
- (311.A0) Techniques de sécurité incendie
- (180.A0) Soins infirmiers
- (414.A0) Techniques de tourisme
- (582.A1) Techniques d'intégration multimédia
- (351.A0) Techniques d'éducation spécialisée

## Départements
- Architecture
- Arts plastiques et Histoire de l'art
- Biologie
- Bureautique, micro-édition et hypermédia
- Chimie
- Cinéma
- Communication
- Conseil en assurances et en services financiers
- Danse
- Diététique
- Éducation à l'enfance
- Éducation physique
- Estimation et évaluation en bâtiment
- Français
- Génie civil
- Génie électrique
- Histoire, Géographie et Science politique
- Informatique
- Intégration multimédia
- Langues modernes
- Mathématiques
- Muséologie
- Orthèses et prothèses orthopédiques
- Paysage et commercialisation en horticulture ornementale
- Philosophie
- Physique et Géologie
- Psychologie
- Réadaptation physique
- Sciences sociales (Économique, Sociologie)
- Sécurité incendie
- Soins infirmiers
- Techniques administratives
- Tourisme

## Activités Parascolaires

### Les Nomades
Les Nomades sont les différentes équipes sportives du Collège Montmorency, qui a une excellente réputation au basketball. Le collège a aussi une équipe de football, qui fait partie de la ligue collégial AAA. Les autres équipes des Nomades jouent aux sports suivants : volleyball masculin (collegial AAA), volleyball féminin (collégial AA), soccer masculin (collegial AAA), crosse au champ (collégial A) et flag football féminin (collégial A).

### MIM
Le MIM est le Mouvement d'Improvisation Montmorency. Il a été fondé à l'hiver 1982 par le comédien Claude Legault et l'auteur Benoit Chartier. C'est d'ailleurs la toute première équipe de niveau collégial à voir le jour. Parmi les plus grands du MIM, on compte :
- Claude Legault # 22 (1982-84)
- Michel Courtemanche # 32 (1982-84)
- Martin Petit # 7 (1986-87, 88-89)
- Ken Scott # 9 (1987-90)
- Sophie Caron # 29 (1987-91)
- Roberto Sierra
- Stéphane E. Roy
- Guy Lévesque
- Réal Bossé Entraîneur
- Pier-Luc Funk

Parmi ceux qui se sont illustrés après leur passage dans le MIM, on retrouve:
- Rachid Badouri
- Laymen Twaist, groupe musical
- Stéphane Fallu
- Sophie Cadieux
- Ken Scott (réalisateur)
- Martin Petit (comédien)
- Claude Legault (comédien)
- Michel Courtemanche (humoriste et comédien)

Depuis, d'autres équipes d'improvisation de divisions différentes ont vus le jour dont le CRIM, la FRIM, la RIM et la toute nouvelle équipe de la rentrée 2024 la PRIM. 